# Three Anchor Bay
Three Anchor Bay (Drieankerbaai en afrikaans) est une petite banlieue balnéaire de la ville du Cap en Afrique du Sud.

## Localisation
Three Anchor Bay se situe sur la côte atlantique entre Sea Point et Green point.

## Démographie
Le quartier compte 2 225 résidents, principalement issus de la communauté blanche (67,8 %). Les noirs représentent 14,9 % des habitants tandis que les coloureds, population majoritaire au Cap, représentent 8,9 % des résidents
Les habitants sont à 67,9 % de langue maternelle anglaise, à 16,4 % de langue maternelle afrikaans et à 4,3 % de langue maternelle xhosa.

## Historique
Le nom de Three Anchor Bay apparait en 1661 et fait sans doute référence à une chaîne défensive qui s'étendait sur la baie, probablement sécurisée par trois grandes ancres au mouillage.
En 1965, Ingrid Jonker s'est donnée la mort par noyade sur la plage de Three Anchor Bay.

## Politique
Situé dans le 16ème arrondissement municipal du Cap, Three Anchor Bay est un bastion politique de l'Alliance démocratique (DA) partagé entre 2 2 wards : 
- le ward 54 dont le conseiller municipal est, depuis 2016, Shayne Ramsay (DA)[2]. Ce ward recouvre Three Anchor Bay (sud de Main Road, Camberwell Road, Mutley Road et Glengariff Road), Sea Point, Fresnaye, Bantry Bay, Robben Island, Signal Hill, Bakoven, Camps Bay, Camps Bay et Oudekraal.
- le ward 115 dont le conseiller municipal est Dave Bryant (DA)[3]. Ce ward recouvre Three Anchor Bay (nord de Beach Road, Rocklands Close, Main Road, Camberwell Road, Mutley Road et Glengariff Road) et les quartiers et secteurs de Mouille Point, Green Point (Afrique du Sud), Paarden Eiland (partiellement), Salt River (partiellement), Gardens (partiellement), Zonnebloem (partiellement), Foreshore, Cape Town City Centre et Woodstock (partiellement).